# Tenortuba
A tenortuba B vagy C hangolású tuba (ez esetben franciatuba néven is ismert). 
Az első ilyen hangszert 1838-ban készítette Johann Gottfried Moritz.
Abban különbözik a tenorkürttől, hogy tágabb menzúrájú, alaphangja is játszható. A baritonkürt, az eufónium méretezése alapján tenortubának is tekinthető. A fúvószenekar és fanfáregyüttes mellett a C-tenortuba néha a francia szimfonikus zenekarokban is felbukkan, például Muszorgszkij Egy kiállítás képei című zongoradarabjának Ravel által készített zenekari átiratában.